# مای‌سیمز
مای‌سیمز (به انگلیسی: MySims) یک بازی ویدئویی منتشر شده توسط شرکت الکترونیک آرتز است. این بازی در تاریخ ۱۸ سپتامبر ۲۰۰۷ عرضه شده و سازنده آن ای‌ای ردوود شورز است.